# Cazadero (Oregon)
Cazadero az Amerikai Egyesült Államok Oregon államának Clackamas megyéjében elhelyezkedő kísértetváros.

## Története
Egykor érintette a Portland Railway, Light and Power Company, a helyi gát tulajdonosának helyközi villamosvonala. Nevét a Kalifornia állambeli Cazaderóról kapta; a cazadero jelentése spanyolul „egy hely a vad űzésére”. Az 1904 és 1918 között működő posta a mai Oregon Route 224 közelében feküdt.

## Vasúti közlekedés
A Springwater-folyosón Lents és Gresham érintésével haladó vonal 1903-ban érte el Boringot, 1904-ben pedig Cazaderót. A viszonylatot az 1906-ban a Portland Railway, Light and Power Company által felvásárolt Oregon Water Power and Railway Company közlekedtette. Előbbi cég 1924-ben Portland Electric Power Company néven átalakult.
A cazaderói megálló sokáig végállomás volt, de később a vonalat meghosszabbították. 1933-ban a személyforgalom megszűnt, de a teherszállítás fennmaradt. 1953-ban vasútbarátok megrendelésére nosztalgiajárat közlekedett.

## Fordítás
- Ez a szócikk részben vagy egészben  a   Cazadero, Oregon című angol Wikipédia-szócikk ezen változatának fordításán alapul.  Az eredeti cikk szerkesztőit annak laptörténete sorolja fel. Ez a jelzés csupán a megfogalmazás eredetét és a szerzői jogokat jelzi, nem szolgál a cikkben szereplő információk forrásmegjelöléseként.